# 罗斯号驱逐舰 (DDG-71)
罗斯号驱逐舰（USS Ross (DDG-71)）是美国海军阿利·伯克级驱逐舰的第二十一艘，以海军上校唐纳德·K·罗斯命名。
罗斯号驱逐舰于1995年4月10日在密西西比州帕斯卡古拉的英戈尔斯造船厂安放龙骨，1996年3月22日下水，1997年6月28日服役，母港为弗吉尼亚州诺福克海军基地。
2017年4月7日，羅斯號與同為伯克級的波特號向敘利亞霍姆斯省的沙伊拉特空军基地發射59枚戰斧巡弋飛彈。這波打擊行動是美國針對4月4日敘利亞化學武器襲擊事件的回應，華府將這起化武攻擊歸咎於敘利亞總統巴沙爾·阿薩德領導的政府軍。

## 外部連結
- USS Ross official website （页面存档备份，存于）
- nvr.navy.mil: USS Ross
- navsource.org: USS Ross （页面存档备份，存于）
- navysite.de: USS Ross （页面存档备份，存于）

1. 1 2 3  . www.surflant.usff.navy.mil.   [2024-10-18]. （原始内容存档于2024-06-26）.